# Дандль, Отто фон
Отто фон Дандль (нем. Otto von Dandl; 13 мая 1868, Штраубинг — 20 мая 1942) — баварский юрист и государственный деятель. В 1917—1918 годах возглавлял правительство Баварии при короле Людвиге III.

## Биография
В 1886 году Дандль получил аттестат зрелости и поступил на юридический факультет Мюнхенского университета, который успешно окончил в 1890 году. В том же году он прошёл юридическую практику в Регенсбурге. В 1896 году Дандль получил назначение судьёй участкового суда в Мюнхене, в 1897—1912 годах служил в баварском министерстве юстиции, начав с должности помощника референта и дослужившись к 1911 году до чина министериал-директора. В 1906—1912 годах Дандль также состоял на службе в тайной канцелярии принц-регента Луитпольда Баварского.
В декабре 1912 года король Людвиг III назначил Отто фон Дандля государственным советником и главой кабинета. В 1917 году Дандль получил назначение на должность государственного министра королевского дома и внешних сношений и тем самым возглавил Совет министров Баварии. В том же году Дандль получил полномочия представителя Баварии в бундесрате Германской империи. Смещён с должности после провозглашения Баварской республики 8 ноября 1918 года. В 1919 году Дандль занял должность председателя налоговой инспекции Вюрцбурга, в 1929—1933 годах возглавлял налоговую инспекцию Мюнхена. В сентябре 1933 года вышел на пенсию. Имя Отто фон Дандля носит одна из улиц в его родном городе.